# Kottmeier
Kottmeier oder Kottmeyer ist ein deutscher Familienname, der sich mit großer Wahrscheinlichkeit auf die Zusammensetzung der Substantive Kotten und Meier zurückführen lässt und damit auf kleinbäuerliche Abstammung verweist.

## Verbreitung
In Deutschland gibt es ca. 357 Personen mit diesem Namen, welche in 48 Städten und Landkreisen leben. Die meisten Anschlüsse sind in Minden-Lübbecke gemeldet (32). Weitere Kreise/Städte mit besonders vielen Namensträgern sind Herford (15), Hamburg (6) und München (5). Daneben existiert die Namensvariante Kottmeyer mit ca. 82 Namensträgern in 13 Städten und Landkreisen, die vor allem in Gütersloh (11), Minden-Lübbecke (6) und Herford (2) eingetragen sind. Die hauptsächlich westfälische Herkunft des Familiennamens ist durch diese Daten noch heute nachvollziehbar.

## Familie
Mehrheitlich lässt sich der Name Kottmeier auf die Abkommenschaft des Johann Adolph Kottmeyer (1696–1782) aus Holsen (Hüllhorst) zurückführen. Zu dessen gesicherten Nachfahren mit dem Familiennamen Kottmeier zählen folgende Personen:
- Adolph Georg Kottmeier (1768–1842), deutscher Theologe, Domprediger am Bremer Dom
- Adolf Kottmeier (1822–1905), deutscher Theologe und Gründer der Rotenburger Werke der Inneren Mission
- Hermann Kottmeier (1855–1927), erster Amtsvorsteher von Ober-Schöneweide und Oberförster in Köpenick, Namensgeber der Kottmeierstraße (Berlin-Oberschöneweide)
- Elisabeth Kottmeier (1902–1983), deutsche Schriftstellerin und Übersetzerin ukrainischer und russischer Literatur
- Klaus Kottmeier (1933–2024), Chef des Deutschen Fachverlages (dfv)
- Catharina Kottmeier (* 1967), deutsche Schauspielerin und Hörspielsprecherin

## Weitere Namensträger
- Christoph Kottmeier (* 1952), deutscher Meteorologe
- Maria Kottmeier (* 20. Jahrhundert), ehemalige deutsche Kinderdarstellerin

## Straßenname
In Deutschland lässt sich die Kottmeierstraße viermal vorfinden. Die Straßen in Buxtehude und Rotenburg sind nach Adolf Kottmeier (1822–1905), die Straßen in Berlin und Potsdam nach dem Förster Hermann Kottmeier (1855–1927) benannt.

## Sonstiges
Die Kottmeier Mesa ist ein Tafelberg in der Asgard Range des ostantarktischen Viktorialands.